# Osum
Osum eller Lumi i Osumit är ett vattendrag i Albanien. Det ligger i den centrala delen av landet, 60 km söder om huvudstaden Tirana.
Osum en av floden Semans källfloder. Den är 161 km lång och dess dräneringsbassäng är 2.073 km2. Dess genomsnittliga vattenflöde är 32,5 m3 / s. Källan ligger i den sydvästra delen av Korçë, nära byn Vithkuq på en höjd av 1.050 meter. Den rinner först söderut till Kolonjë, sedan västerut till Çepan och nordväst genom Çorovodë där den rinner genom den berömda Osum-kanjonen, Poliçan, Berat och Urë Vajgurore. Den ansluter till Devoll nära Kuçovë för att bilda Seman. Flodens vattenflöde rapporteras variera mellan 5,11 m3 och 74,11 m3.
Trakten runt Lumi i Osumit består till största delen av jordbruksmark. Runt Lumi i Osumit är det ganska tätbefolkat, med 160 invånare per kvadratkilometer.